# A chateauvalloni polgárok
A chateauvalloni polgárok, eredeti címén Chateauvallon/Châteauvallon, egy Serge Friedman és Paul Planchon rendezésében 1984-ben készített és 1985-ben bemutatott 26 részes francia-olasz-svájci-brit-luxemburgi tévéfilmsorozat, amely egy képzeletbeli francia városban, Châteauvallonban játszódik. A francia „Dallas"-nak is nevezik.

## Készítették
- Rendező: Serge Friedman, Paul Planchon
- Forgatókönyvíró: Georges Conchon, Jean-Pierre Petrolacci
- Zeneszerző: Vladimir Cosma
- Operatőr: Gilles Schremp

Magyar változat:
- Magyar szöveg: Molnár Anna
- Szinkronrendező: Vajda István

## Szereplők
| Szerep                   | Színész               | Magyar hang (1988) | Megjegyzés |
| ------------------------ | --------------------- | ------------------ | --- |
| Florence Berg (Wilson)   | Chantal Nobel         | Bencze Ilona       | Antonin és Gabrielle Berg lánya, elvált, egy lánygyermek anyja. Az apja halála után átveszi a La Dépeche c. lap vezetését.                                               |
| Antonin Berg             | Jean Davy             | Szabó Sándor       | a Berg család feje, özvegy, négy gyermek apja, a La Dépeche c. lap tulajdonosa.                                                                                          |
| Armand Berg              | Denis Savignat        | Fülöp Zsigmond     | Antonin és Gabrielle Berg középső fia, orvos, nőtlen, Châteauvallon polgármestere lesz.                                                                                  |
| Albertas Kovalic         | Raymond Pellegrin     | Szabó Ottó         | a Kovalic család feje, a II világháború után Jugoszláviából érkező menekült, bevándorló (eredetileg Kovalić), egy lánygyermek apja.                                      |
| André Travers            | Luc Merenda           | Kozák András       | újságíró, nőtlen, Florence szeretője |
| Gilbert Bossis           | Georges Marchal       | Képessy József     | Antonin Berg feleségének, Gabrielle-nek a szeretője, egy fiúgyermek apja.                                                                                                |
| Jean-Jacques Berg        | Pierre Hatet          | Szokolay Ottó      | Antonin és Gabrielle Berg legidősebb fia, nős, egy fiúgyermek apja. |
| Bemard Kovalic           | Claude Oliver Rudolph | Dörner György      | Albertas Amerikából hazatérő unokaöccse, nőtlen. |
| Alexa(ndra) Wilson       | Barbara Cupisti       | Kováts Adél        | Florence Amerikából hazatérő lánya, hajadon. |
| Artus Balestra           | Ugo Pagliai           | Bács Ferenc        | Nobel-díjra jelölt tudós, nős, de homoszexualitását titkolva Florence szeretője lesz                                                                                     |
| Philippe Berg            | Philippe Rouleau      | Márton András      | Antonin Berg unokaöccse, nős, két kiskorú gyermek apja. |
| Catherine Kovalic        | Sylvia Zerbib         | Tóth Enikő         | Albertas lánya és Paul Bossis gyermekének anyja |
| Julien Berg              | Vincent Gauthier      | Felföldi László    | Antonin és Gabrielle Berg legkisebb fia, nős, két kiskorú gyermek apja.                                                                                                  |
| Maryse                   | Évelyne Dandry        | Kiss Mari          | újságírónő, Travers kolléganője és szeretője és ebben Florence riválisa                                                                                                  |
| Nicolo felügyelő         | Patrick Burgel        | Dobránszky Zoltán  | |
| Thérèse Berg             | Sylvie Fennec         | Spilák Klára       | Julien felesége, két kiskorú gyermek anyja. |
| Marie-Lou Berg           | Marie Keime           | Borbás Gabi        | Jean-Jacques felesége, egy fiúgyermek anyja. |
| Paul Bossis              | Yann Dedet            | Kaszás Attila      | Gilbert Bossis és Gabrielle Berg fia és Catherine Kovalic gyermekének apja, a fia születése előtt meggyilkolják.                                                         |
| Georges Quentin          | François Perrot       | Mécs Károly        | Châteauvallon polgármestere, miniszter, nős, Florence szeretője. Korrupcióügybe keveredik, ezért öngyilkosságnak álcázva meggyilkolják.                                  |
| Georges Quentin felesége | Nadine Alari          | Sáfár Anikó        | |
| Gregor Kovalic           | Alexandre Rignault    |                    | |
| Teddy Kovalic            | Paul Blain            |                    | Alexa(ndra) Wilson szeretője, unokatestvére, Bernard „véletlenül” lelövi, és életét veszti.                                                                              |
| Émilie Berg              | Émilie Benoît         |                    | Philippe felesége, két kiskorú gyermek anyja. |
| Gabrielle Berg           | Muriel Montossé       | ?                  | Antonin elhunyt felesége és Gilbert egykori szeretője, korábbi színésznő, aki csak a filmjeiben jelenik meg, mikor Antinin és Gilbert házimozizik. Öt gyermek édesanyja. |
| Pilóta                   | François-Éric Gendron | Rátóti Zoltán      | Thérèse Berg szeretője |
|                          | Jean-Pierre Bernard   |                    | |

## Fogadtatás
„A francia Antenne 2 televízió 1985-ben elkészíti a „Chateauvalloni polgárokat", ezt a francia „Dallas"-t. A francia első műsorban sugárzott sorozat sikere — a közvéleménykutatások szerint — az amerikai sorozatokkal vetélkedett. A forgatókönyv-készítést és a gyártást Franciaországban korábban soha nem látott mértékben racionalizálták. A folytatások valóban nyíltak voltak, és az egész sorozat a végtelenségig folytatható. Ennek ellenére csak huszonhat folytatás készült el belőle.”